# ミルヒラーム・シュトゥルーデル

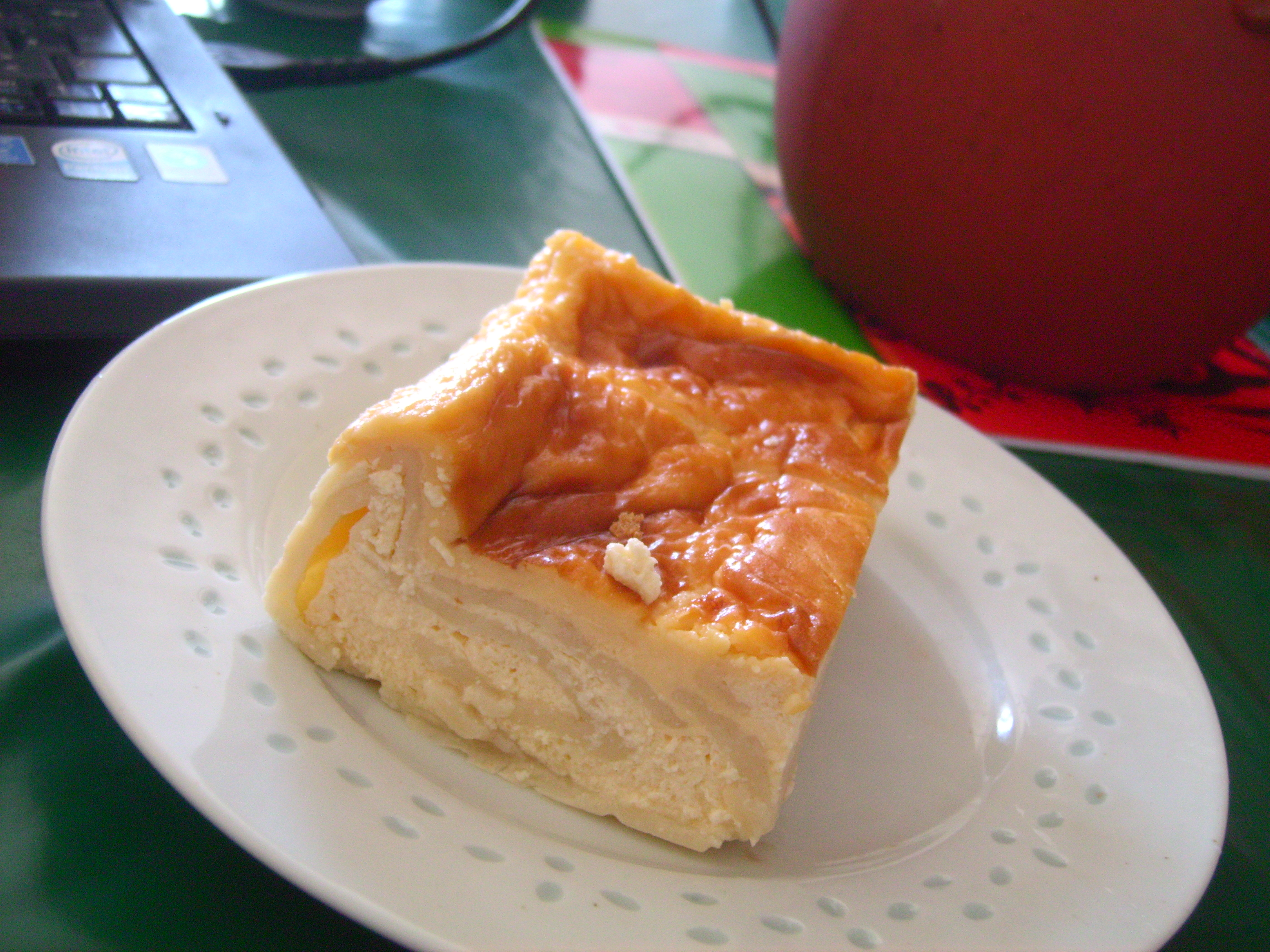
ミュンヘンの菓子店で提供されるミルヒラーム・シュトゥルーデル

ミルヒラーム・シュトゥルーデル（ドイツ語: Milchrahmstrudel）はオーストリアの国民的スイーツ。マリア・テレジアが好んだ菓子として知られる。
「ミルヒラーム」は「ミルクのクリーム」、「シュトゥルーデル」は「渦巻き」の意味である。
ミルヒラーム・シュトゥルーデルのフィリングには牛乳を含ませた白パンを用いるが、宮廷の食卓で余った白パンを無駄にしないために流用されている。